# Стівен Остро
Стівен Джеффрі Остро (9 березня 1946 — 15 грудня 2008) — американський вчений, спеціаліст з радіолокаційної астрономії, який працював у Лабораторії реактивного руху НАСА. Проводив радіолокаційні спостереження астероїдів, Марса і його супутників, супутників Юпітера і Сатурна, кілець Сатурна. Станом на травень 2008 року Остро та його співробітники дослідили за допомогою радара 222 навколоземні астероїди (включаючи 130 потенційно небезпечних об'єктів та 24 подвійні) та 118 об'єктів головного поясу.

## Біографія
Народився 9 березня 1946 року в Самервілі, штат Нью-Джерсі. У 1969 році отримав ступінь бакалавра в Ратґерському університеті, у 1974 році — ступінь магістра інженерної фізики в Корнелльському університеті, а в 1978 році — ступінь доктора філософії в галузі планетарології в Массачусетському технологічному інституті. У Массачусетському технологічному інституті під керівництвом Гордона Петтенгілла та Ірвіна Шапіро Остро вивчав властивості радіолокаційного розсіювання кілець Сатурна та супутників Галілея за допомогою обсерваторії Аресібо.
Після закінчення аспірантури та року докторантури в Массачусетському технологічному інституті Остро працював асистентом професора астрономії в Корнелльському університеті, а в 1984 році перейшов у Лабораторію реактивного руху. Остро очолював астероїдну радарну групу в Лабораторії реактивного руху. У космічній місії «Кассіні — Гюйгенс» він був членом групи RADAR, яка вивчала супутники Сатурна. У 2008 році Остро був обраний членом Американського геофізичного союзу за його внесок у науки про Землю та космос.
Він помер 15 грудня 2008 року через ускладнення, пов'язані з раком.

## Наукові результати

### Радіолокаційна астрономія астероїдів

Анімація подвійного навколоземного астероїда 66391 Мошуп, який спостерігали Остро та його співробітники. Ця модель форми була отримана шляхом інверсії радіолокаційних зображень.

Значна частина кар'єри Остро була зосереджена на розвитку радіолокаційної астрономії астероїдів. У ранніх експериментах, таких як перше радарне виявлення Церери, радіолокаційні спостереження астероїдів обмежувалися вимірюванням доплерівських зсувів і ефективних площ розсіювання. Починаючи з початку 1980-х років, Остро очолював розробку радіолокаційних зображень і методів реконструкції форм, спочатку визначаючи лише зовнішні межі форм астероїдів, а потім створюючи та тривимірні моделі форм.
З 19 по 22 серпня 1989 року Стівен Остро та Скотт Гадсон спостерігали контактно-подвійний астероїд 4769 Касталія з обсерваторії Аресібо, створивши перші радарні зображення астероїда, які вони пізніше використали для побудови моделі об'єкта. Після подальшого розвитку методів візуалізації та реконструкції форм астероїдів Остро, Гадсоном і Крістофером Магрі та модернізації Аресібо в середині 1990-х років кількість радіолокаційних спостережень різко зросла.
Деякі з відомих астероїдів, досліджені Остро:
- 216 Клеопатра — великий астероїд головного поясу, перший астероїд, для якого було підтверджено, що має склад поверхні нікель-залізо.
- 1986 DA — перший навколоземний астероїд, для якого був підтверджений металевий склад. Розрахункова кількість металів платинової групи в 1986 році порівнянна з кількістю в магматичному комплексі Бушвельда, найбільшому джерелі на поверхні Землі.
- 4769 Касталія — перший навколоземний астероїд, зображений достатньо добре, щоб визначити його форму, яка виявилася контактно-подвійною.
- 4179 Тоутатіс — контактно-подвійний астероїд, який перебуває в стані нутації.
- (53319) 1999 JM8 — великий навколоземний астероїд, який обертається надзвичайно повільно.
- 1998 KY26 — дуже маленький (30-метровий) астероїд, який обертається настільки швидко, що відцентрова сила перевищує силу тяжіння.
- 66391 Мошуп — один із перших відомих подвійних навколоземних астероїдів.
- 6489 Голевка — перший астероїд, для якого був виміряний ефект Ярковського.
- 1950 DA — приблизно 1-кілометровий астероїд із можливим зіткненням із Землею у 2880 році.
- 99942 Апофіс — навколоземний астероїд, який пройде повз Землю у 2029 році. Радарна астрометрія зі спостережень групи Остро була важливою для уточнення траєкторії Апофіса та ймовірності зіткнення.

Щоб детально дослідити динамічні наслідки цих спостережень, Остро співпрацював зі Стівеном Чеслі, Джоном Джорджіні, Скоттом Гадсоном, Жаном-Люком Марго та Деніелом Ширсом.
Радар забезпечує дуже точне вимірювання положення та швидкості цільових об'єктів, і така астрометрія навколоземних об'єктів була визнана надзвичайно важливою для боротьби з небезпекою зіткнення. У багатьох випадках радіолокаційна астрометрія виключила можливі зіткнення із Землею з прогнозів траєкторії за багато років до того, як це могла б зробити оптична астрометрія.

### Небезпека зіткнень з астероїдами
Остро одним з перших почав активно обговорювати небезпеку зіткнень астероїдів з Землею, приділяючи особливу увагу необхідності ретельно досліджувати астероїди перед будь-якою спробою відхилення. У роботі з Карлом Саганом Остро зазначив, що хоча небезпека зіткнення з астероїдом є важливим довгостроковим ризиком для будь-якої цивілізації, ризик, пов'язаний із підтриманням активної програми відхилення, є ще вищим, бо технологія відхилення астероїдів для запобігання зіткненням може бути так само використана зловмисниками, щоб примусити безпечний астероїд впасти на Землю.

### Робота на інших об'єктах
Остро працював над радіолокаційними спостереженнями крижаних супутників Юпітера і Сатурна, зокрема за допомогою приладу «Кассіні — Гюйгенса» RADAR. Радіолокаційні спостереження супутників Марса, Фобоса та Деймоса, уточнили їхні орбіти та показали, що їхні поверхні вкриті кількома метрами матеріалу дуже низької густини (~1 г/см3), швидше за все — дрібнозернистим пилом.

## Відзнаки
- Премія Джерарда Койпера від Відділу планетарних наук Американського астрономічного товариства (2003)[6]
- Медаль НАСА за видатні заслуги, посмертно (2010)
- Медалі НАСА за виняткові наукові досягнення (1991 та 2004)
- 3169 Остро, астероїд, названий на честь Остро в 1981 році